# Maystora Peak
Der Maystora Peak (englisch; bulgarisch връх Майстора wrach Majstora) ist ein 350 m hoher und felsiger Berg auf Greenwich Island im Archipel der Südlichen Shetlandinseln. Er ragt 0,6 km östlich des Razgrad Peak, 1 km südlich des Ilinden Peak, 2,2 km westlich des Viskyar Ridge und 1,2 km nordöstlich des Ephraim Bluff in den Breznik Heights auf. Der Scherawna-Gletscher liegt nördlich, östlich und südlich von ihm.
Bulgarische Wissenschaftler kartierten ihn im Zuge von Vermessungen der Tangra Mountains auf der benachbarten Livingston-Insel zwischen 2004 und 2005. Die bulgarische Kommission für Antarktische Geographische Namen benannte ihn 2006 nach dem bulgarischen Maler Wladimir Dimitrow-Maistora (1882–1960).